# Kreuzkirche (Breslau)

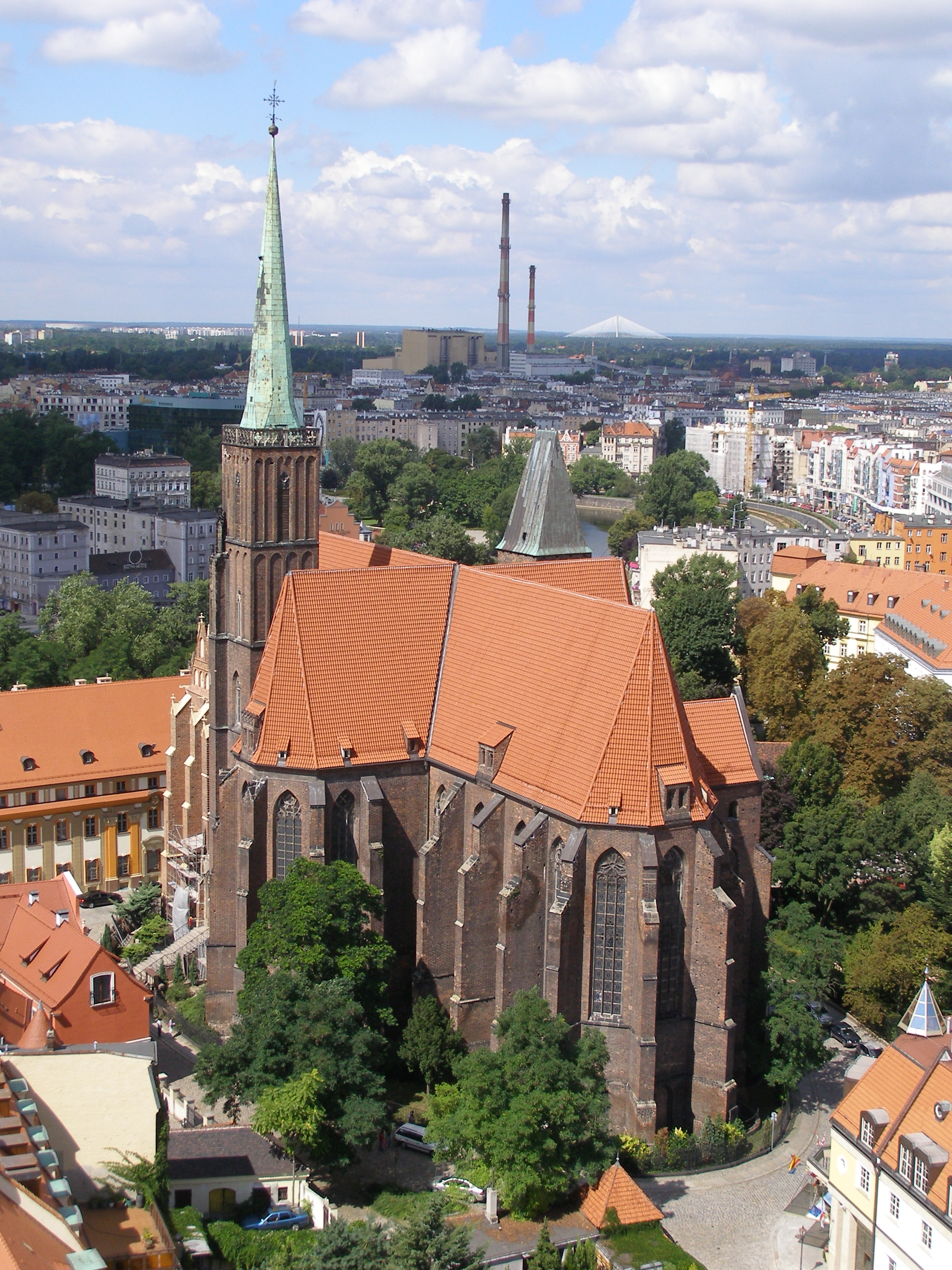
Kreuzkirche vom nördlichen Domturm aus gesehen

Die Stiftskirche zum Heiligen Kreuz und St. Bartholomäus (polnisch Kolegiata św. Krzyża i św. Bartłomieja) am plac Kościelny 1 in Breslau, kurz Kreuzkirche oder Kreuzstift genannt, ist eine hochgotische zweigeschossige Doppelkirche. Sie ist die zweitgrößte Kirche auf der Breslauer Dominsel.

## Geschichte

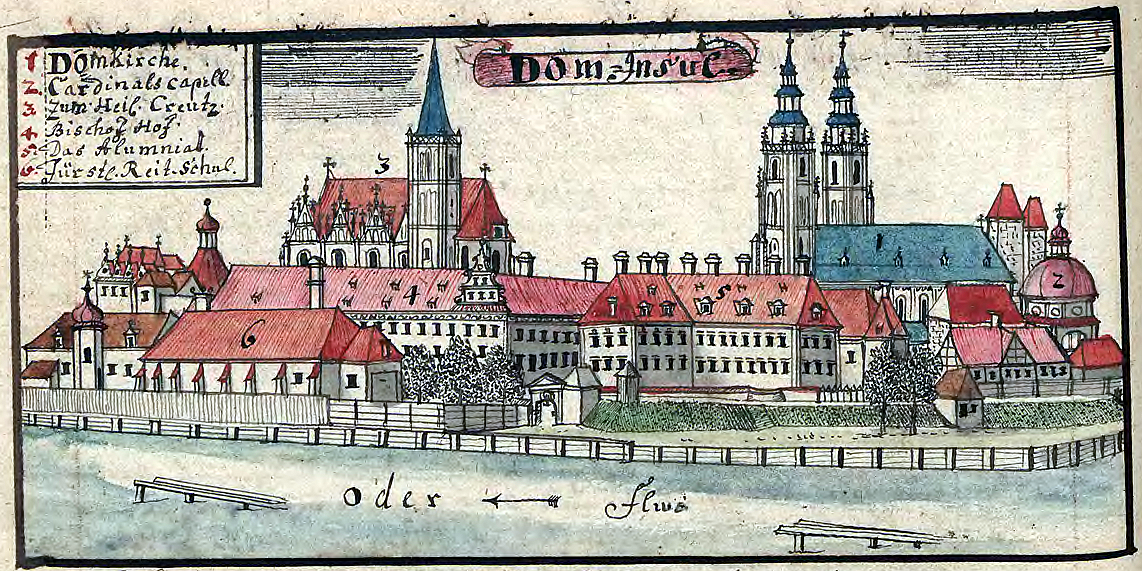
Die Breslauer Dominsel auf einer Zeichnung aus dem 18. Jahrhundert – Links ist die Kreuzkirche zu erkennen

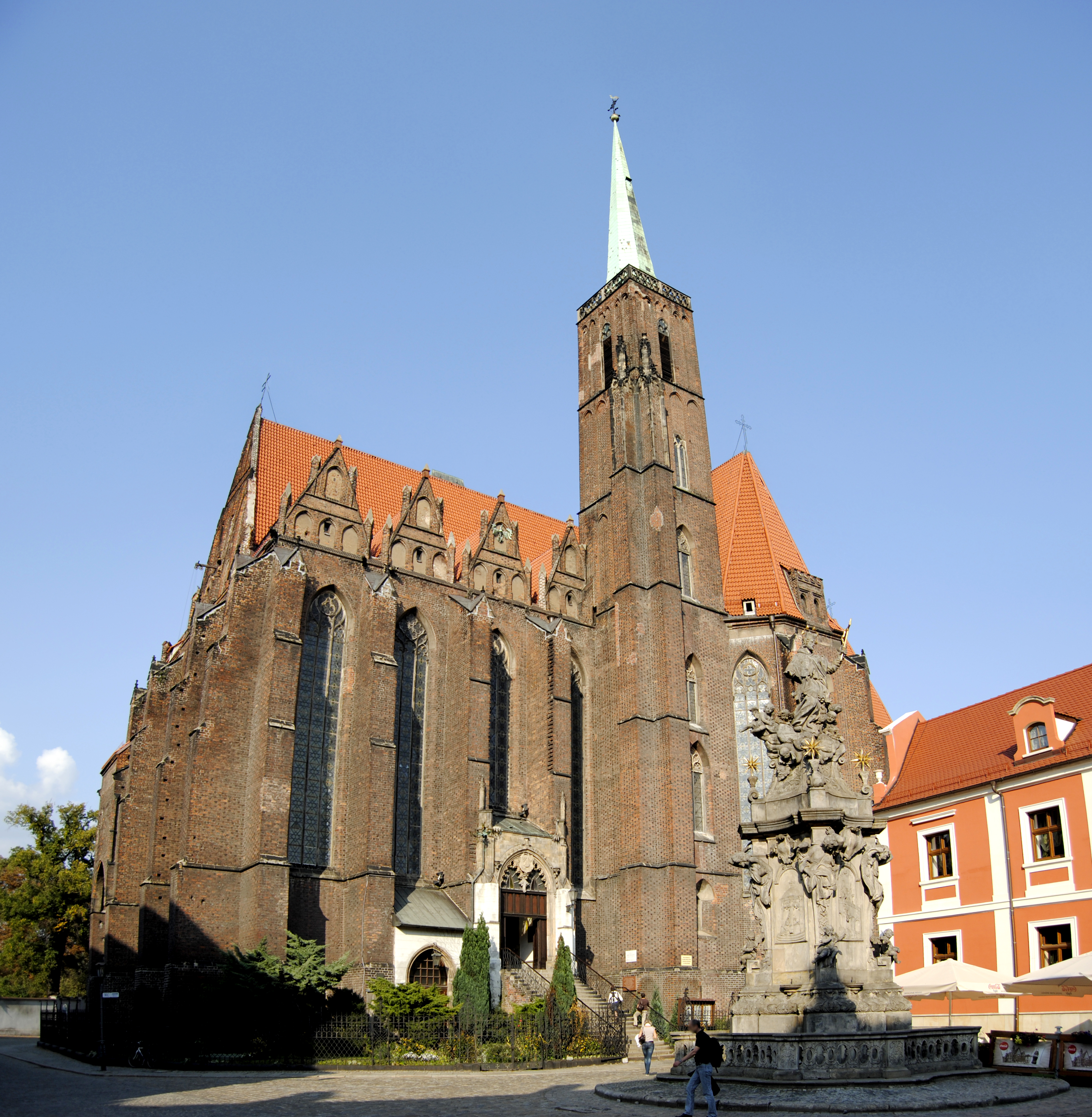
Blick auf die Südfassade der Kirche

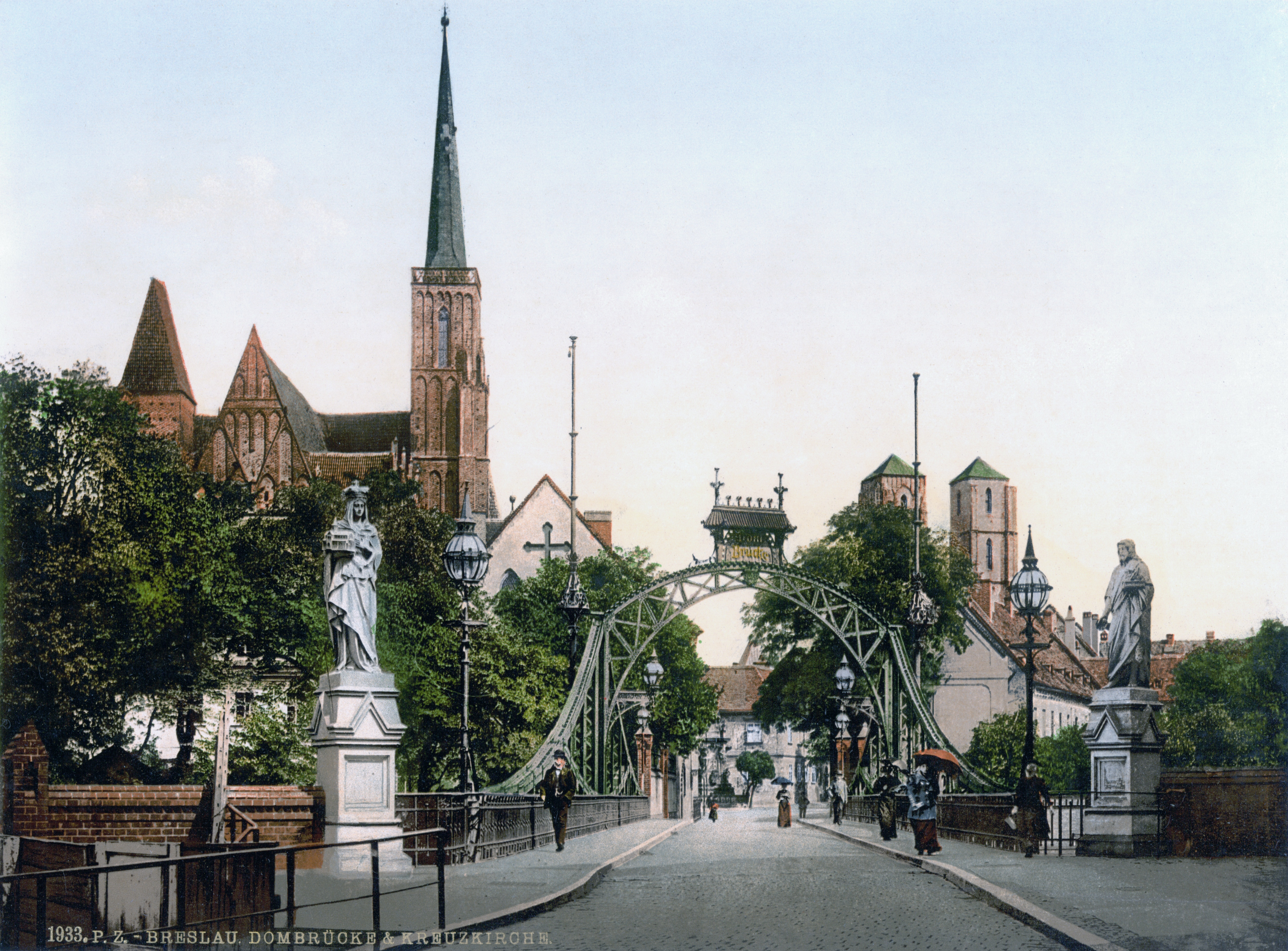
Kreuzkirche um 1900 von der Dombrücke aus gesehen

Die Kollegiatstiftskirche wurde vom Breslauer Herzog Heinrich IV. am 11. Januar 1288 gestiftet und war ein Votum nach der Aussöhnung mit dem Breslauer Bischof Thomas II., der seinerseits die Kirche St. Thomas von Canterbury in Ratibor stiftete. Die Breslauer Kreuzkirche sollte zur vorübergehenden Grablege des Herzogs werden, der zuvor als sein Mausoleum die Kirche der Allerheiligsten Jungfrau Maria gestiftet hatte, die jedoch wegen des parallelen Bauvorhabens keine Aussichten auf rechtzeitige Fertigstellung hatte. Als Baumeister der Kreuzkirche wird der herzögliche Hofbaumeister Wiland vermutet.
Bis 1295 erfolgte der Bau der Grundmauern und des Chores. Vermutlich war die Kirche als Basilika mit einem Querschiff und einer Krypta unter dem erhabenen Chor geplant. Bereits 1290 wurde dort Herzog Heinrich begraben, aber nicht nur vorübergehend. In den Jahren 1300 (Deckplatte) bis 1320 (Seitenwände) entstand seine Tumba.
In den Jahren 1320–1350 wurde an der Kirche weitergebaut, wobei die Krypta auf den gesamten Grundriss zu einer vollständigen Unterkirche erweitert wurde, dem Apostel Bartholomäus geweiht. Statt der Basilika entstand nun eine Hallenkirche. Zuletzt wurden die Turme erhöht, wobei nur der Südturm 1484 mit dem Aufsetzen des Helms abschließend fertiggestellt werden konnte.
In den Jahren 1503–1538 war Nikolaus Kopernikus Kanoniker des Kreuzstifts. Während der Reformation in Breslau blieb die Kirche, die sich auf dem bischöflichen Grund und Boden befand, katholisch.
In den Jahren 1672 und 1723 wurden die beiden Kirchenräume barockisiert und in der oberen Kirche wurde eine Orgelempore eingebaut.
Das Kreuzstift wurde 1810 säkularisiert und die untere Kirche vorübergehend entwidmet. Im Jahr 1925 wurde die Kirchengemeinde Heilig Kreuz gegründet. Während der Schlacht um Breslau 1945 wurde die Kreuzkirche weit weniger beschädigt als die benachbarten Großkirchen Dom St. Johannes und die Sandkirche. Die Dachdeckung und Gewölbe der oberen Kirche wurden teilweise beschädigt, der Dachstuhl blieb jedoch erhalten, während in der unteren Kirche lediglich ein Gewölbefeld einstürzte.
Nach dem Krieg ließ die polnische Verwaltung das Kirchengebäude wieder vollständig aufbauen, der Innenraum erhielt seinen Ursprungszustand weitestgehend zurück. Die Tumba des Stifters, die noch während des Kriegs abgebaut wurde, befindet sich seit den 1990er Jahren jedoch im Nationalmuseum Breslau. Die untere Kirche diente bis 1956 den in Breslau verbliebenen deutschen Katholiken und anschließend bis 1997 der griechisch-katholischen Kirchengemeinde. Im Jahr 1999 wurde das Kollegiatstift wiederhergestellt.

## Architektur

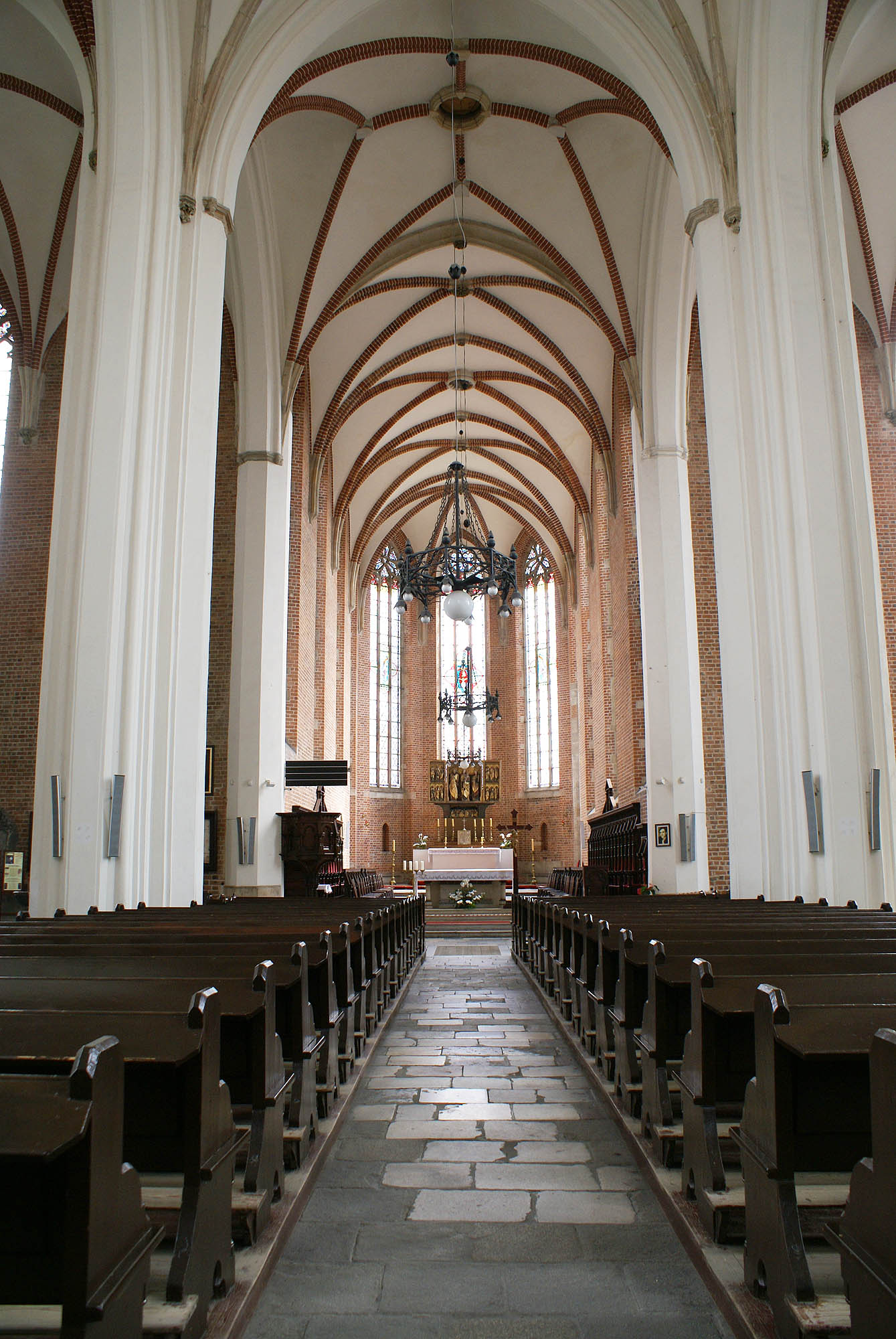
Blick in den Innenraum in Richtung Chor

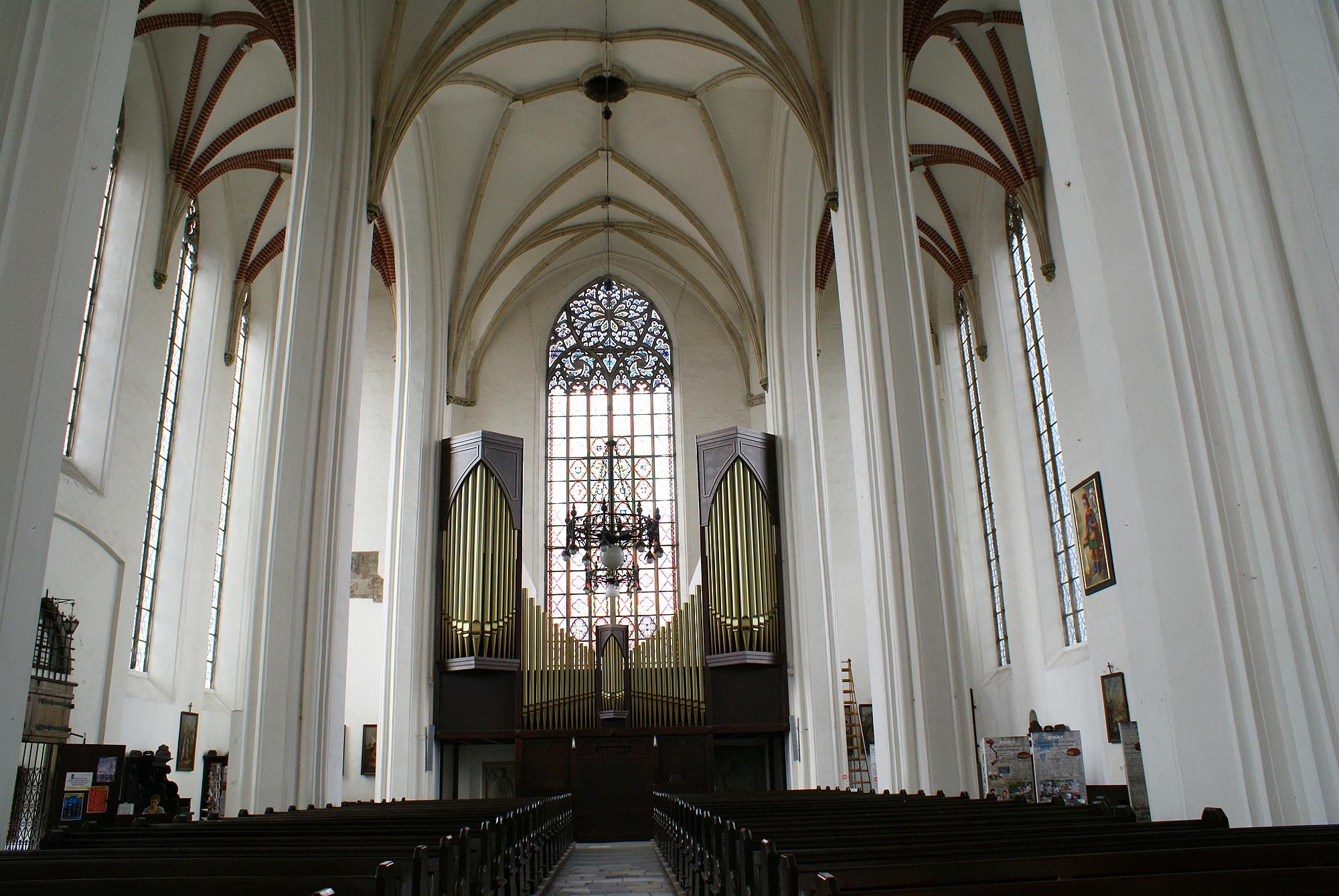
Ansicht des Innenraums mit der Orgel

Die Architektur der Kirche ist in mancher Hinsicht außergewöhnlich. Vor allem sind die in Schlesien fast einzigartige Zweigeschossigkeit und die Höhe der Backsteinkirche bemerkenswert.
Die beiden Kirchenräume zeichnen sich durch einen nahezu gleichen Grundriss in Form eines 66 m langen und 44 m breiten lateinisches Kreuzes aus. Es handelt sich um dreischiffige, fünfjochige Hallen mit vierjochigem Chor mit Fünfachtelschluss sowie ebenso Fünfachtel-abgeschlossenen Querschiffarmen. Das Querschiff kommt unter den gotischen Kirchen Breslaus ansonsten nur in der Adalbertkirche und der Matthiaskirche vor. Die obere Kreuzkirche ist im Innenraum ca. 19 m hoch und erscheint trotz der Hallenform lichtdurchflutet, während die untere Bartholomäuskirche mit 7 m fast dreimal niedriger ist und einen gedrungenen Eindruck vermittelt. Zu diesem Kontrast trägt außer der unterschiedlichen Raumhöhe auch der Sachverhalt bei, dass in der oberen Kirche jeder zweite Pfeiler ausgelassen wurde und die Joche dort paarweise (2.–3. sowie 4.–5.) mit Springgewölben in Seitenschiffen und Sterngewölben im Mittelschiff zusammengefasst wurden. Die untere Kirche ist mit Kreuzrippengewölben überwölbt.
Untypisch ist die Lage der beiden Türme. Diese sind in die Innenecken zwischen den Seitenschiffen und dem Querschiff gestellt und nehmen so jeweils eine Jochweite ein. Der Nordturm wurde nie fertiggestellt und ist mit einem kupfergedeckten Walmdach abgeschlossen. Der insgesamt 69 m hohe Südturm trägt die ursprüngliche, spätmittelalterliche hölzerne Turmspitze von 1484, die vom Meister Stephan von Meißen erbaut und 1672 mit Kupfer neu eingedeckt wurde. Dies ist die einzige im Original erhaltene Konstruktion dieser Art in Breslau.
Das Mittelschiff, der Chor und das Querschiff haben steile, Mönch-Nonne-gedeckte Satteldächer. Die Seitenschiffe sind in jedem Joch mit quer gestellten eigenen Satteldächern überdeckt, die jeweils mit einem Dreiecksgiebel abschließen.
Dem Chor der ostorientierten Kirche schließt sich von Norden eine mehrgeschossige Sakristei an, die neben den ungleichen Türmen von der Symmetrie des Bauwerks abweicht, jedoch bereits der ersten Bauphase erstammt. Die Kirche verfügt über zwei Orgeln.
Im Innenraum befindet sich ein Tympanon aus der Zeit um 1350 mit der Darstellung der Anbetung des Gnadenstuhls durch Herzog Heinrich IV. und dessen Frau Mechthild († ~ 1290/98), Tochter des Markgrafen Otto V. von Brandenburg.